# Jiří Drtina
Jiří Drtina (* 1. března 1985 Praha) je český lední hokejista hrající na postu obránce.

## Život
V mládí vyrůstal v klubu HC Slavia Praha. Před sezónou 2002/2003 odešel severní Ameriky, kde nastupoval v Ontario Hockey League (OHL) za celky Sault Ste. Marie Greyhounds a Guelph Storm. Další ročník sice začal v Guelph Storm, ale během sezóny se vrátil zpět do České republiky a nastupoval za výběr juniorů i mužů Slavie. Současně hostoval i v IHC Písek. Sezónu 2004/2005 strávil jak mezi juniory Slavie, tak v klubu BK Mladá Boleslav a NED Hockey Nymburk. Další ročníky odehrál za juniory a muže Slavie, výjimečně pomáhal také BK Havlíčkův Brod. Se Slavií tak získal i mistrovský titul v ročníku 2007/2008.

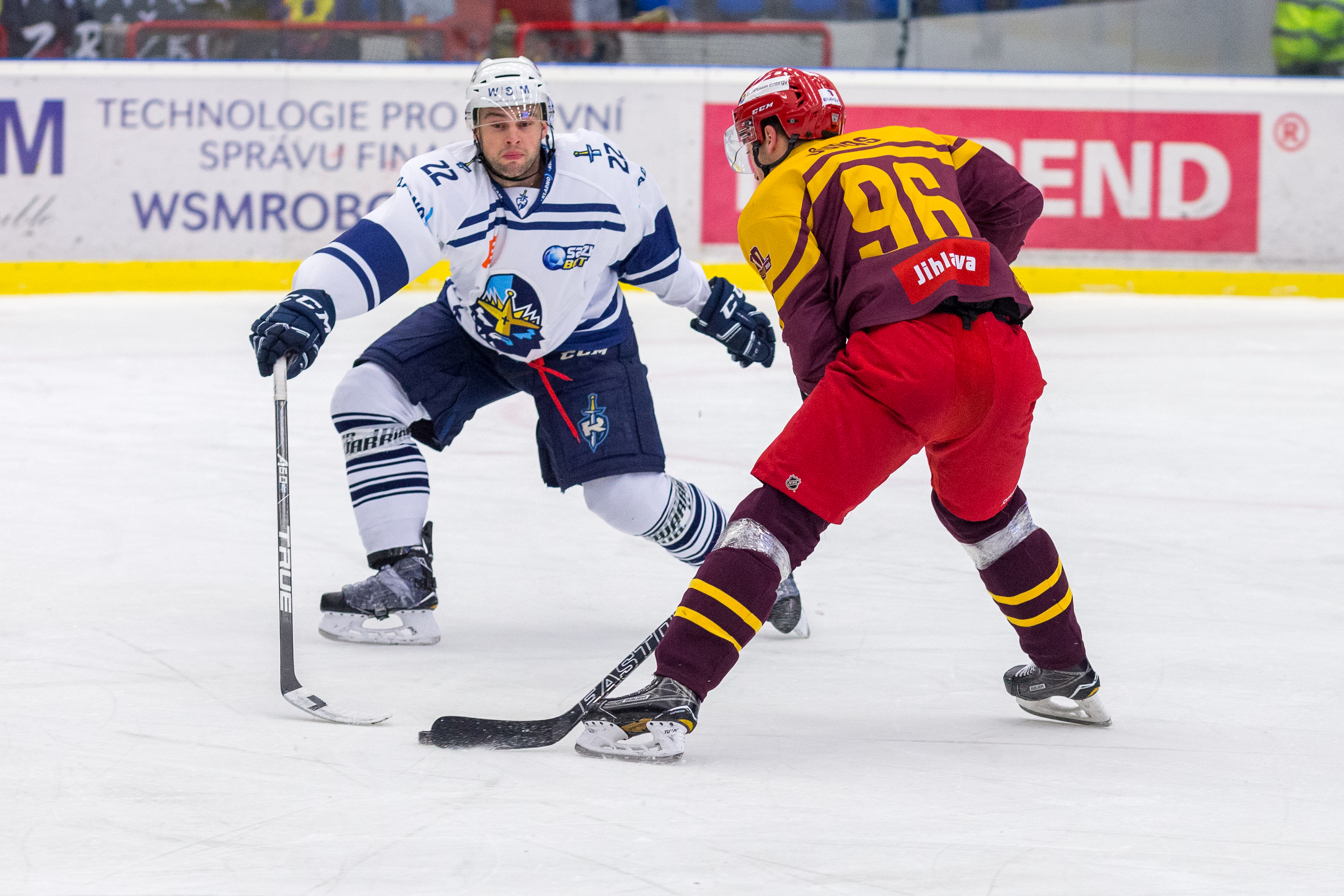
Jiří Drtina, Michal Důras

Před sezónou 2010/2011 přestoupil k Rytířům Kladno. Za ty odehrál dvě plné sezóny a ve třetí (2012/2013) vedle Kladna nastupoval i za IHC Písek a HC Energie Karlovy Vary. Pak do Karlových Varů přestoupil a ročník 2013/2014 za ně celý odehrál. Po roce se však opět stěhoval a sezónu 2014/2015 nastupoval v české druhé nejvyšší soutěži za Piráty Chomutov, s nimiž posléze uspěl v baráži a pro další ročník vybojovali právo startu v nejvyšší soutěži. Za Chomutov nastupoval ještě v ročníku 2015/2016, ale během sezóny hostoval v SK Kadaň a nakonec přestoupil do slovenského klubu HC Dukla Trenčín. Po skončení sezóny se opět vrátil do České republiky a ročník 2016/2017 odehrál za Rytíře Kladno. Po konci sezóny opětovně přestoupil, tentokrát do HC Slavia Praha.